# Elana Meyers-Taylor
Elana Alessandra Meyers-Taylor (Oceanside, 10 ottobre 1984) è una bobbista statunitense, medaglia d'argento olimpica a Soči 2014 , Pyeongchang 2018 e Pechino 2022 nel monobob e di bronzo a Vancouver 2010, campionessa mondiale di bob a due nel 2015 e nel 2017 e vincitrice della Coppa del Mondo nel 2014/15. Insieme alla canadese Kaillie Humphries è l'unica atleta ad aver vinto tre medaglie olimpiche nella storia del bob femminile. È inoltre stata capace di vincere medaglie olimpiche e mondiali, nonché vittorie di tappa in Coppa del Mondo, in entrambi i ruoli di questo sport, frenatrice e pilota.
Portabandiera alla cerimonia di chiusura delle Olimpiadi Invernali di Pechino 2022..
Nata Meyers, dal 24 aprile 2014 ha assunto il cognome Meyers-Taylor dopo il matrimonio con il bobbista Nicholas Taylor.

## Biografia
Durante gli studi alla George Washington University, la Meyers ha praticato il softball.

### La carriera da frenatrice
Compete nel bob dal 2007 come frenatrice per la squadra statunitense. Debuttò in Coppa del Mondo nella stagione 2007/08, il 7 dicembre 2007 a Park City dove si classificò al quinto posto nel bob a due con Erin Pac. Centrò il suo primo podio il 6 dicembre 2008 ad Altenberg (2ª nel bob a due con Shauna Rohbock) e la sua prima vittoria il 6 febbraio 2009 a Whistler, sempre con la Rohbock a pilotare la slitta.

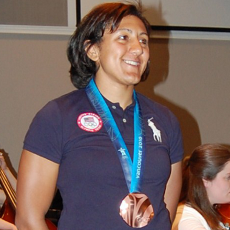
Elana Meyers-Taylor con la medaglia di bronzo vinta nel bob a due a

Ai Giochi olimpici invernali di Vancouver 2010) vinse la medaglia di bronzo nel bob a due con la connazionale Erin Pac partecipando per la nazionale statunitense e venendo superate dalle due compagini canadesi pilotate rispettivamente da Kaillie Humphries, vincitrice dell'oro, e da Helen Upperton, argento.
Sempre in veste di frenatrice partecipò a due edizioni dei campionati mondiali giungendo ottava ad Altenberg 2008 e vincendo la medaglia d'argento a Lake Placid 2009 con la Rohbock.

### Il passaggio al ruolo di pilota
Nell'inverno 2010 intraprese la carriera da pilota debuttando in Coppa Nordamericana nel novembre 2010 e giungendo seconda in classifica generale in quella stessa stagione. Si distinse inoltre nelle categorie giovanili cogliendo la medaglia d'argento ai mondiali juniores di Park City 2011. 
Disputò la sua prima gara da pilota in Coppa del Mondo nella stagione 2010/11, il 18 dicembre 2010 a Lake Placid, giungendo sesta al traguardo, ed ottenne la sua prima vittoria nella nuova veste a Park City il 6 dicembre 2013 con la frenatrice Aja Evans. Ha trionfato in classifica generale nel 2014/15. Nel circuito delle World Series di monobob femminile andò per la prima volta a podio il 23 gennaio 2021 a Schönau am Königssee, nell'ottava tappa della stagione 2020/21, terminando la gara al secondo posto e concludendo l'annata al tredicesimo posto in classifica generale, mentre ottenne la prima vittoria nella stagione successiva, imponendosi il 20 novembre 2021 a Innsbruck.

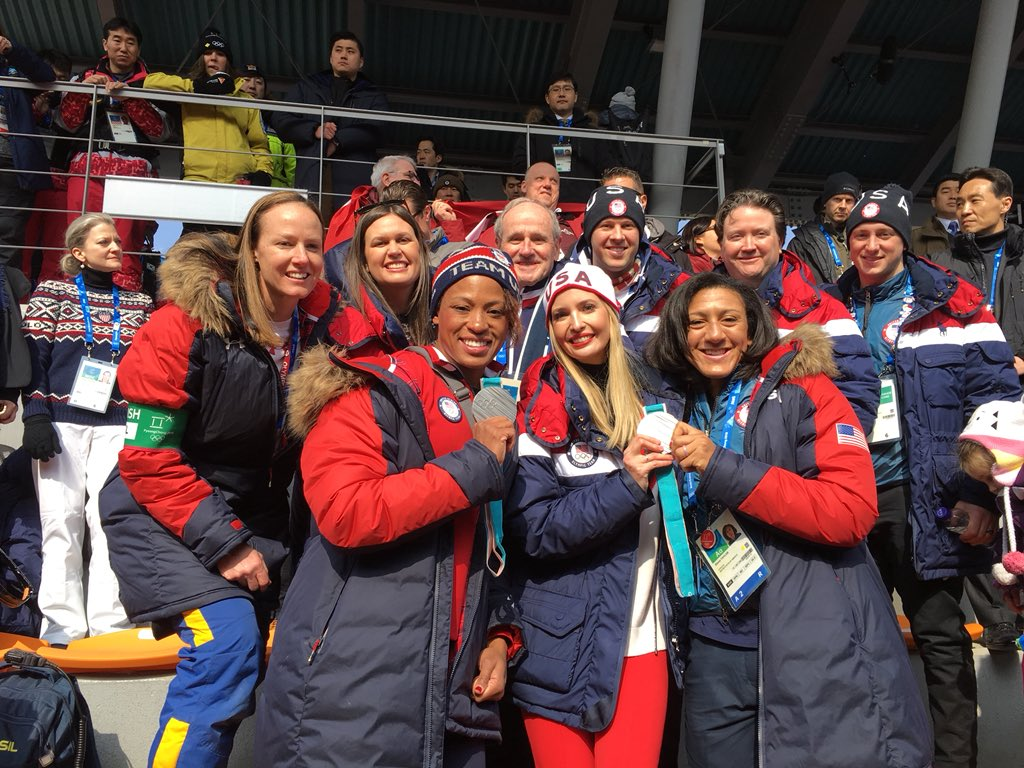
Elana Meyers-Taylor (in basso a destra) con la medaglia d'argento vinta in coppia con Lauren Gibbs (in basso a sinistra) a nel bob a due

Prese parte come pilota ad altre due edizioni dei Giochi olimpici invernali: a Soči 2014 conquistò, in coppia con Lauryn Williams, la medaglia d'argento, sopravanzata da Kaillie Humphries, già campionessa a Vancouver 2010 e precedendo la connazionale Jamie Greubel. Quattro anni dopo, a Pyeongchang 2018, vinse nuovamente l'argento nel bob a due con Lauren Gibbs, battuta stavolta dalla tedesca Mariama Jamanka. Insieme alla canadese Kaillie Humphries è l'unica atleta ad essersi aggiudicata tre medaglie olimpiche nel bob femminile, avendo vinto anche un bronzo da frenatrice nel 2010.

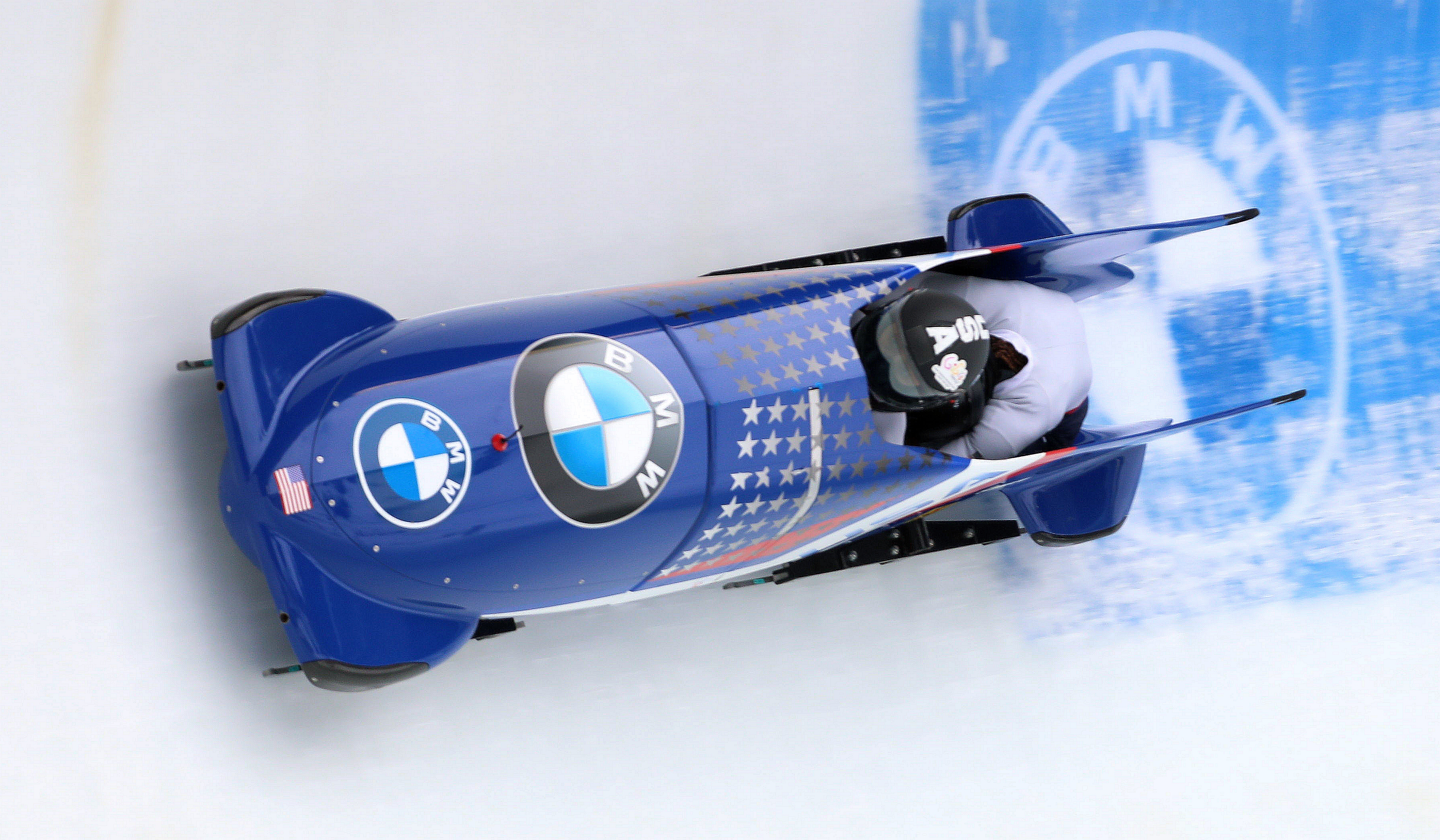
Elana Meyers-Taylor conduce il bob a due ai campionati mondiali di Altenberg 2021

Ha preso parte altresì a ulteriori dieci edizioni dei campionati mondiali da pilota, conquistando un totale di sette medaglie, delle quali quattro d'oro, che si aggiungono a quella conquistata da frenatrice nel 2009. Nel dettaglio i suoi risultati da pilota nelle prove iridate sono stati, nel monobob: quindicesima ad Altenberg 2021; nel bob a due: nona a Schönau am Königssee 2011, medaglia di bronzo a Lake Placid 2012 in coppia con Katie Eberling, medaglia d'argento a Sankt Moritz 2013 con Katie Eberling, medaglia d'oro a Winterberg 2015 con Cherrelle Garrett, medaglia di bronzo a Igls 2016 con Lauren Gibbs, medaglia d'oro a Schönau am Königssee 2017 con Kehri Jones, non partita nell'ultima manche a Whistler 2019 e quinta ad Altenberg 2021; nella gara a squadre: ottava a Schönau am Königssee 2011, medaglia d'oro a Lake Placid 2012, medaglia d'oro a Sankt Moritz 2013, quinta a Winterberg 2015, settima a Igls 2016 e sesta a Schönau am Königssee 2017. Insieme alla tedesca Sandra Kiriasis è inoltre l'unica atleta ad essere andata a medaglia nel bob a due per cinque edizioni iridate consecutive (da Lake Placid 2012 a Schönau am Königssee 2017).

## Palmarès

### Olimpiadi
- 5 medaglie:
  - 3 argenti (bob a due a Soči 2014; bob a due a Pyeongchang 2018, monobob a Pechino 2022);
  - 2 bronzi (bob a due a Vancouver 2010; bob a due a Pechino 2022)).

### Mondiali
- 8 medaglie:
  - 4 ori (gara a squadre a Lake Placid 2012; gara a squadre a Sankt Moritz 2013; bob a due a Winterberg 2015; bob a due a Schönau am Königssee 2017);
  - 2 argenti (bob a due a Lake Placid 2009; bob a due a Sankt Moritz 2013);
  - 2 bronzi (bob a due a Lake Placid 2012; bob a due ad Igls 2016).

### Mondiali juniores
- 1 medaglia:
  - 1 argento (bob a due a Park City 2011).

### Coppa del Mondo
- Vincitrice della Coppa del Mondo nel bob a due nel 2014/15.
- 49 podi (48 nel bob a due, 1 nelle gare a squadre):
  - 18 vittorie (tutte nel bob a due);
  - 18 secondi posti (tutti nel bob a due);
  - 13 terzi posti (12 nel bob a due, 1 nelle gare a squadre).

#### Coppa del Mondo - vittorie
| Data             | Luogo                | Paese       | Disciplina                        |
| ---------------- | -------------------- | ----------- | --------------------------------- |
| 6 febbraio 2009  | Whistler             | Canada      | a due con Shauna Rohbock (pilota) |
| 6 dicembre 2013  | Park City            | Stati Uniti | a due con Aja Evans               |
| 7 dicembre 2013  | Park City            | Stati Uniti | a due con Aja Evans               |
| 13 dicembre 2014 | Lake Placid          | Stati Uniti | a due con Cherrelle Garrett       |
| 20 dicembre 2014 | Calgary              | Canada      | a due con Cherrelle Garrett       |
| 9 gennaio 2015   | Altenberg            | Germania    | a due con Cherrelle Garrett       |
| 30 gennaio 2015  | La Plagne            | Francia     | a due con Cherrelle Garrett       |
| 6 febbraio 2015  | Igls                 | Austria     | a due con Lauryn Williams         |
| 14 febbraio 2015 | Soči                 | Russia      | a due con Cherrelle Garrett       |
| 6 febbraio 2016  | Sankt Moritz         | Svizzera    | a due con Lauren Gibbs            |
| 27 febbraio 2016 | Schönau am Königssee | Germania    | a due con Kehri Jones             |
| 13 gennaio 2017  | Winterberg           | Germania    | a due con Kehri Jones             |
| 21 gennaio 2017  | Sankt Moritz         | Svizzera    | a due con Briauna Jones           |
| 27 gennaio 2017  | Schönau am Königssee | Germania    | a due con Kehri Jones             |
| 4 febbraio 2017  | Igls                 | Austria     | a due con Lolo Jones              |
| 13 gennaio 2018  | Sankt Moritz         | Svizzera    | a due con Lolo Jones              |
| 26 gennaio 2019  | Sankt Moritz         | Svizzera    | a due con Lauren Gibbs            |
| 15 febbraio 2019 | Lake Placid          | Stati Uniti | a due con Lake Kwaza              |
| 2 gennaio 2022   | Sigulda              | Lettonia    | a due con Lake Kwaza              |

### World Series di monobob femminile
- Miglior piazzamento in classifica generale: 13ª nel 2020/21.
- 6 podi:
  - 4 vittorie;
  - 2 secondi posti.

#### World Series di monobob femminile - vittorie
| Data             | Luogo      | Paese   |
| ---------------- | ---------- | ------- |
| 20 novembre 2021 | Innsbruck  | Austria |
| 27 novembre 2021 | Innsbruck  | Austria |
| 11 dicembre 2021 | Winterberg | Austria |
| 8 gennaio 2022   | Winterberg | Austria |

### Circuiti minori

#### Coppa Europa
- Miglior piazzamento in classifica generale nel bob a due: 4ª nel 2011/12);
- 7 podi (tutti nel bob a due):
  - 4 vittorie;
  - 1 secondo posto;
  - 2 terzi posti.

#### Coppa Nordamericana
- Miglior piazzamento in classifica generale nel bob a due: 2ª nel 2010/11;
- Miglior piazzamento in classifica generale nel bob a quattro maschile[3]: 6ª nel 2014/15;
- 16 podi (14 nel bob a due, 2 nel bob a quattro):
  - 7 vittorie (tutte nel bob a due);
  - 5 secondi posti (4 nel bob a due, 1 nel bob a quattro);
  - 1 terzo posto (nel bob a quattro).